# Kanton Marseille-Les Grands-Carmes
Der Kanton Marseille-Les Grands-Carmes war bis 2015 ein französischer Wahlkreis im Arrondissement Marseille, im Département Bouches-du-Rhône und in der Region Provence-Alpes-Côte d’Azur. Die landesweiten Änderungen in der Zusammensetzung der Kantone brachten im März 2015 seine Auflösung.
Er umfasste Teile des 1. und 2. Arrondissements von Marseille mit den Stadtteilen:

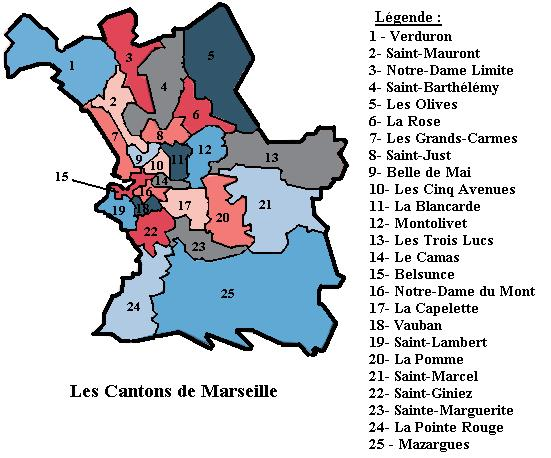
Die Kantonsaufteilung von Marseille bis zum Jahr 2015

- Arenc
- Belsunce
- Grand Carmes
- Hôtel de Ville
- Joliette
- Vieux Port